# Алакуль (Альменєвський округ)
Алаку́ль (рос. Алакуль) — присілок у складі Альменєвського округу Курганської області, Росія.
Населення — 314 осіб (2010, 357 у 2002).
Національний склад станом на 2002 рік:
- татари — 49 %
- башкири — 39 %